# Mark Veldmate
Mark Veldmate (Groningen, 7 september 1984) is een Nederlands voormalig voetballer, die bij voorkeur als aanvaller speelde.
Hij speelde tussen 2003 en 2019 voor FC Groningen, FC Emmen, BV Veendam, Helmond Sport, Sparta Rotterdam, MVV Maastricht, HHC Hardenberg en VV Staphorst. Na zijn voetbalcarrière volgde hij een tennisleraaropleiding en ging hij lesgeven in tennis en padel.
Hij is de zoon van voetbalmanager  Henk Veldmate en broer van profvoetballer Jeroen Veldmate.

## Clubstatistieken
| Seizoen | Club             | Duels | Goals | Competitie     |
| ------- | ---------------- | ----- | ----- | -------------- |
| 2003/04 | FC Groningen     | 1     | 0     | Eredivisie     |
| 2004/05 | FC Groningen     | 2     | 0     | Eredivisie     |
| 2004/05 | FC Emmen         | 15    | 1     | Eerste divisie |
| 2005/06 | FC Emmen         | 22    | 1     | Eerste divisie |
| 2006/07 | FC Emmen         | 35    | 3     | Eerste divisie |
| 2007/08 | BV Veendam       | 30    | 11    | Eerste divisie |
| 2008/09 | BV Veendam       | 20    | 1     | Eerste divisie |
| 2009/10 | Helmond Sport    | 24    | 5     | Eerste divisie |
| 2010/11 | Helmond Sport    | 31    | 12    | Eerste divisie |
| 2011/12 | Sparta Rotterdam | 25    | 2     | Eerste divisie |
| 2012/13 | MVV Maastricht   | 31    | 10    | Eerste divisie |
| 2013/14 | MVV Maastricht   | 32    | 3     | Eerste divisie |
| 2014/15 | MVV Maastricht   | 16    | 2     | Eerste divisie |
| Totaal  | Totaal           | 284   | 51    |                |